# Звонок (франшиза)
«Звонок» (яп. リング) — японо-американская франшиза ужасов, основанная на одноимённой серии романов, написанных Кодзи Судзуки. Франшиза включает восемь японских фильмов, два телесериала, шесть адаптаций манги, пять международных ремейков и видеоигру.
Сюжет вращается вокруг про́клятой видеозаписи, которая убивает любого, кто посмотрел её, семь дней спустя. Она создана экстрасенсом Садако Ямамурой (в американской версии — девочкой с паранормальными способностями Самарой Морган), которая была убита приёмным отцом и брошена в колодец. После предполагаемой смерти девочка вернулась как призрачный серийный убийца, расправляющийся с любым, кто не сможет скопировать, а затем отправить видеозапись кому-то ещё в срок до семи дней.

## Романы
| Книга           | Оригинальное название |
| --------------- | --------------------- |
| Звонок (1991)   | リング                |
| Спираль (1995)  | らせん                |
| Петля (1998)    | ループ                |
| Рождение (1999) | バースデイ            |
| С (2012)        | エス                  |
| Волна (2013)    | タイド                |

## Фильмы

### Первый телевизионный фильм
«Звонок: Полная версия» (1995) — первая телевизионная экранизация романа Кодзи Судзуки.

### Японская серия
Список составлен в соответствии с хронологией вселенной.
| Сюжетная линии Хидэо Накаты    | Сюжетные линии Спирали | Сюжетные линии Спирали     |
| Сюжетная линии Хидэо Накаты    | 1                      | 2                          |
| ------------------------------ | ---------------------- | -------------------------- |
| Звонок 0: Рождение (2000)      |                        |                            |
| Звонок (1998)                  |                        |                            |
| Звонок 2 (1999)                | Спираль (1998)         | Спираль (1998)             |
| Звонок. Последняя глава (2019) | Проклятье 3D (2012)    | Проклятье: Разгадка (2022) |
| —                              | Проклятье 3D 2 (2013)  | —                          |
| —                              | —                      | —                          |

В 2016 году вышел фильм «Проклятые: Противостояние», который является кроссовером с фильмом «Проклятие» Фильм не входит ни в одну из хронологий.

### Американская серия
| Фильм                                  | Режиссёр(ы)       | Сценарист(ы)                                     |
| -------------------------------------- | ----------------- | ------------------------------------------------ |
| Звонок (2002)                          | Гор Вербински     | Кодзи Судзуки, Эрен Крюгер и Скотт Фрэнк         |
| Звонки (короткометражный фильм) (2005) | Джонатан Либесман | Эрен Крюгер и Джонатан Либесман                  |
| Звонок 2 (2005)                        | Хидэо Наката      | Эрен Крюгер                                      |
| Звонки (2017)                          | Хавьер Гутьеррес  | Акива Голдсман, Дэвид Лука и Джейкоб Аарон Эстес |

### Корейский фильм
«Звонок: Вирус» (1999) — южнокорейская экранизация одноимённого романа Кодзи Судзуки, ремейк японской экранизации 1999 года.

## Телесериалы
В Японии вышло два сериала:
- «Звонок: Последняя глава» (1999) — 12-серийный телесериал, основанный на одноимённом романе Кодзи Судзуки.
- «Спираль» (1999) — телесериал-сиквел «Звонка: Последняя глава».